# Żytelkowo (przystanek kolejowy)
Żytelkowo – nieczynny przystanek kolei wąskotorowej (Białogardzka Kolej Dojazdowa) w Żytelkowie, w województwie zachodniopomorskim, w Polsce.